# Eccoptomenus
Eccoptomenus es un  género de coleópteros adéfagos de la familia Carabidae.

## Especies
Comprende las siguientes especies:
- Eccoptomenus abessinicus (Csiki, 1931)
- Eccoptomenus eximius (Dejean, 1831)
- Eccoptomenus obscuricollis (Chaudoir, 1862)